# Krausberg, Antarktis
Krausberg är ett berg i Antarktis. Det ligger i Östantarktis. Nya Zeeland gör anspråk på området. Toppen på Krausberg är 2 835 meter över havet, eller 320 meter över den omgivande terrängen. Bredden vid basen är 4,0 km.
Terrängen runt Krausberg är varierad. Trakten är obefolkad. Det finns inga samhällen i närheten.